# تپه‌های (۱و۲) روستای ده نو
تپه‌های (۱و۲) روستای ده نو در شهرستان الیگودرز، روستای ده نو واقع شده و این اثر در تاریخ ۵ آذر ۱۳۸۰ با شمارهٔ ثبت ۴۳۹۰ به‌عنوان یکی از آثار ملی ایران به ثبت رسیده است.